# Пуревдоржийн Сердамба
Пуревдоржийн Сердамба  (монг. Пүрэвдоржийн Сэрдамба, 18 квітня 1985) — монгольський боксер, олімпійський медаліст, чемпіон (2009) і бронзовий призер чемпіонатів світу, чемпіон Азії (2007).

## Спортивна кар'єра
З 2005 року у складі збірної Монголії брав участь у різноманітних міжнародних турнірах.
2007 року на домашньому чемпіонаті Азії зумів стати переможцем.
На Олімпійських іграх 2008 на шляху до фіналу здолав всіх суперників, в тому числі в півфіналі Ямп'єра Ернандеса (Куба) — 9-8, але в фіналі поступився Цзоу Шимін (Китай): перший раунд виграв китайський боксер, а в другому Сердамба відмовився від продовження бою через травму.
На чемпіонаті світу 2009 Сердамба став чемпіоном, здолавши в фіналі чемпіона Європи росіянина Давида Айрапетяна — 10-5. Через два роки на чемпіонаті світу програв в півфіналі Син Джон Хун (Південна Корея) — 11-20 і отримав бронзову медаль.
На Олімпійських іграх 2012 зазнав невдачі в першому ж бою, програвши Лайшраму Синґху (Індія) — 11-16.

### Виступи на Олімпіадах
| Олімпіада   | Дисципліна | Місце |
| ----------- | ---------- | ----- |
| Пекін 2008  | до 48 кг   | 2     |
| Лондон 2012 | до 49 кг   | 9     |